# Тело и душа
«Тело и душа» (англ. Body and Soul) — фильм нуар режиссёра Роберта Россена, вышедший на экраны в 1947 году.
Поставленный по сценарию Абрахама Полонски, фильм рассказывает историю выходца из бедной еврейской среды Нью-Йорка (Джон Гарфилд), который делает успешную боксёрскую карьеру. Однако по мере того, как он добивается всё больших успехов, ему открывается негативная сторона профессионального бокса, связанная с мошенничеством на ставках, угрозами и запугиванием спортсменов. В итоге Чарли оказывается перед сложным нравственным выбором — либо поступиться совестью и обеспечить себе безбедное существование, либо остаться верным принципам спортивной честности с риском быть выброшенным на обочину спорта.
Фильм считается первым выдающимся фильмом о боксе и ведущим примером субжанра «боксёрский нуар», к которому также относятся такие ленты, как например «Кид Галахад» (1937), «Чемпион» (1949), «Подстава» (1949), «Поцелуй убийцы» (1955) и «Тем тяжелее падение» (1956).
«Тело и душа» после премьеры получила восторженные рецензии и огромный кассовый успех. В 1948 году фильм был удостоен Оскара за лучший монтаж (Фрэнсис Д. Лайон, Роберт Пэрриш), и получил две номинации на Оскар: Абрахаму Полонски — за лучший оригинальный сценарий и Джону Гарфилду — как лучшему актёру в главной роли.

## Сюжет
В Нью-Йорке чемпион по боксу в среднем весе Чарли Дэвис (Джон Гарфилд) мучается от ночного кошмара, выкрикивая имя «Бен». Проснувшись, он выходит на улицу и едет к матери, у которой просит прощения. Однако ни мать (Энн Ревир), ни его девушка Пег (Лилли Палмер) не рады видеть Чарли, и мать в итоге выставляет его за дверь. Хотя на следующий день у Чарли запланирован важный бой, он отправляется в ночной клуб, где работает певицей его новая подруга Элис (Хэйзел Брукс). Несмотря на просьбы её просьбы, Чарли садится за стойку и заказывает бурбон.
На следующий день во время взвешивания Чарли и его молодой соперник Джеки Марлоу чуть было не подрались. Затем менеджер Чарли, мистер Робертс (Ллойд Гоф), даёт Бену установку на бой — он должен пробоксировать все 15 раундов, а по решению судей ему будет засчитано поражение. Чарли говорит: «Я его положу!», но Робертс отвечает: «Деньги против этого». В итоге Чарли соглашается на условия менеджера. Оставшись один в раздевалке, Чарли с горечью вспоминает свою карьеру в боксе:
…Чарли родился в нью-йоркском Ист-Энде в бедной еврейской семье и с ранних лет занимался боксом. Однажды на вечеринке после завоевания своего первого любительского титула Чарли знакомится с красивой девушкой по имени Пег Борн, которую провожает в Гринвич-Виллидж, где она снимает квартиру вместе с подругой. После недолгих уговоров Пег разрешает ему зайти. Милая и добрая Пег оказывается художницей, которая получила образование в Париже и Берлине. По просьбе Чарли она быстро набрасывает его портрет, а затем выпроваживает его за дверь, целуясь с ним на прощание. На следующий день в местном баре, друг Чарли, "Шорти" (Коротышка) Поласки (Джозеф Певни), рассказывает приятелям о вчерашнем вечере, и когда появляется Чарли, его встречают как героя. Затем Шорти замечает полного мужчину с усами, который был на вчерашнем бое. Узнав в нём известного тренера и промоутера Куинна (Уильям Конрад), Шорти подходит к нему и начинает расхваливать Чарли в расчёте на то, что Куинн согласится работать с ним.
На следующий день Шорти рассказывает родителям Чарли, которые владеют небольшим магазином, о том, что Чарли скоро станет профессиональным боксёром. Мать (Энн Ревир) этому не рада, она рассчитывала, что её сын будет учиться и получит хорошее образование. Отец же втайне от неё даёт Чарли денег на закупку необходимого инвентаря. Вскоре отец Чарли гибнет во время взрыва, став случайной жертвой мафиозной разборки. Некоторое время спустя в бильярдной на глазах у Куинна Шорти провоцирует на драку одного из боксёров, с которым Чарли легко расправляется. После этой сцены Куинн соглашается взять Чарли в свою команду. На очередном свидании Чарли говорит Пег, что умеет только драться. Пег говорит, что любит его и будет поддерживать во всём, что он делает.
Куинн организует для Чарли серию боёв, которые проходят успешно. За год активной работы Чарли дорастает до боксёра, которого знает публика, его имя поднимается всё выше в рекламных афишах, постепенно достигая уровня главного боя вечера, а затем и титульного боя. Чарли возвращается домой после длительного турне, в течение которого за год из 21 боя 19 выиграл нокаутом. Он заработал большие деньги, шикарно оделся и купил дорогую квартиру в Нью-Йорке. В одно из сцен он ласково обнимает и целует Пег, а затем предлагает Шорти выпить, однако тот просит его лучше послать денег матери. Оставшись наедине с Пег, Шорти уговаривает её выйти замуж за Чарли немедленно, пока им окончательно не овладела страсть к деньгам.
Тем временем мистер Робертс (Ллойд Гоф), который контролирует боксёрские бои в Нью-Йорке, решает подстроить результат предстоящего чемпионского боя Чарли с «чёрным чемпионом» Беном Чаплином (Канада Ли), у которого только что была диагностирована опасная травма мозга и карьера которого обречена. Бен и его менеджер, который должен Робертсу крупную сумму денег, соглашаются проиграть бой по очкам, если не будет избиения.
Миссис Дэвис, Шорти и Куинн со своей подружкой Элис ожидают Чарли в его квартире. Вскоре приезжают Чарли и Пег, которая одета в новое дорогое платье и норковое пальто. Чарли объявляет, что они решили пожениться, и отметили это в ресторане. Куинн представляет ему Элис, которая работает певицей в ночном клубе. Тем же вечером в гости к Чарли приходит мистер Робертс. Чарли знакомит его со своей матерью и с Шорти, представляя его как своего друга, работающего на него за 10%. Затем, когда Робертс и Чарли остаются наедине, Робертс предлагает организовать для Чарли серию высокооплачиваемых чемпионских боёв, требуя себе долю в 50%. При этом Робертс отказывается платить Шорти из своей доли, говоря, что если Чарли хочет, то может содержать его за свой счёт. Одновременно Робертс просит Чарли отложить свадьбу и сосредоточиться на боях. Поняв, что в результате соглашения с Робертсом он станет очень богатым человеком, Чарли соглашается на эти условия. Позднее при разговоре с Чарли Шорти выражает сомнение в честности Робертса, но любящая его Пег поддерживает Чарли и соглашается отложить свадьбу.
Чарли интенсивно готовится к бою с Беном Чаплином, а Элис начинает посещать все его тренировки и даже отказывается возвращаться на работу в ночной клуб, чтобы остаться в его тренировочном лагере. Куинн говорит ей: «Быстро едешь — сломаешь шею». Робертс ничего не говорит Чарли о своей сделке с менеджером Бена Чаплина. В результате во время боя Чарли почти до смерти избивает Бена на ринге, нанеся множество тяжёлых ударов по голове. После боя обманутый менеджер Бена опасается, что Бен в результате полученных травм может умереть, на что Робертс отвечает, что «все умирают». Шорти говорит Робертсу, что выходит из команды, на что Робертс отвечает, что он и так давно не в команде и живёт за счёт подачек от Чарли.
Чарли и Пег вместе с Робертсом отмечают победу в ресторане. Сев отдельно от них, Шорти сильно напивается, после чего говорит Чарли, что того обманули и что победа над Беном была нечестной. По его словам, настоящим победителем стал Робертс, который с помощью закулисных интриг и обмана заработал на бое целое состояние. Когда Шорти выходит из бара, Пег бежит вслед за ним, но один из подручных Робертса на её глазах жестоко избивает его. Выбежавший из ресторана Чарли вступается за друга, однако избитого Шорти тут же сбивает насмерть проезжающий мимо автомобиль. По дороге домой Пег говорит, что они вляпались в нечто ужасное, и просит Чарли бросить этих людей. Она просит его остановиться и отказывается выйти за него замуж, говоря, что это то же самое, что выйти за Робертса.
Некоторое время спустя Чарли встречает Бена, которому удалось восстановиться после травмы, однако пришлось завершить боксёрскую карьеру. Чарли сначала предлагает ему деньги, но когда тот отказывается, берёт его к себе на работу в качестве тренера. Вскоре с помощью Бена Чарли выигрывает несколько важных боёв. Богатство Чарли заметно растёт, и он регулярно устраивает дорогие вечеринки в своей шикарной квартире. Чарли начинает встречаться с Элис, покупает ей дорогие подарки, спускает деньги в казино, но при этом чувствует себя одиноко.
Однажды его ставят на бой с новичком Джеки Марлоу. Робертс приходит к Чарли, говоря, что в случае победы Марлоу они могут заработать огромные деньги на тотализаторе. Чарли говорит, что легко побьёт Марлоу в двух раундах. Однако Робертс говорит, что бой должен продолжаться все 15 раундов, а победителем по решению судей должен быть объявлен Марлоу. Давая Чарли понять, что он не вечен, Робертс говорит, что Чарли может заработать на этом поражении достаточно для того, чтобы жить богато и ничего не делать. Он даёт Чарли 60 тысяч долларов, которые тот должен поставить против себя, и когда Джеки победит, Чарли станет очень богатым человеком. Чарли соглашается и берёт деньги. Выходя от Чарли, Робертс встречает Бена, который отказывается взять от него деньги, называя их «кровавыми», а затем Бен спрашивает Чарли, продал ли он бой.
Утром после бурной вечеринки у себя дома Чарли смотрит на портрет Пег, затем идёт к ней, заявляя, что ему нужна только она, и что внутри ему страшно. Он говорит, что это его последний бой, и затем они поженятся и будут жить богато. После этого она соглашается выдать ему полученные от Робертса деньги, которые он дал ей на сохранение. Пег прощает его, они целуются. Проснувшись у Пег дома, Чарли находит записку «Встретимся у мамы». Дома у мамы Пег и миссис Дэвис дружно готовят обед, затем появляется Чарли. Пег и Чарли нежно общаются друг с другом, Пег говорит, что положила его деньги в банк. На его просьбу забрать их, чтобы сделать ставку на бой, она отвечает, что лучше сохранить их, чем рисковать, так как для этого они не достаточно богаты. В этот момент к миссис Дэвис приходит знакомый зеленщик с продуктами, который говорит, что все обитатели их квартала гордятся Чарли и болеют за него, и делают ставки только на его победу. После его ухода Чарли говорит матери и Пег, чтобы на него не ставили, и что бой подстроен. Он утверждает, что согласился сдать бой, чтобы обеспечить благосостояние их семьи. На попытки возражать Чарли говорит, что всё в этом доме куплено на его деньги. Пег говорит, чтобы он забирал деньги вместе со всеми несчастьями, которые ей принёс, даёт ему пощёчину и уходит.
В тренировочном лагере Бен готовит Чарли к бою. Бен уверен, что Чарли может легко уложить Марлоу, однако чувствует, что бой подстроен, так как Чарли совсем не тренируют в отличие от Марлоу. Бен уговаривает Чарли не сдавать бой. Это слышит Робертс, немедленно увольняющий Бена. Бен отказывается подчиниться Робертсу, от возбуждения он падает, теряет сознание и умирает прямо на тренировочном ринге.
…В раздевалке Чарли в бреду вспоминает о Бене. Наконец, он вскакивает и идёт на ринг. В течение почти всего боя Чарли и Марлоу боксируют очень вяло, что вызывает недовольство зрителей. В 13 раунде по сигналу Робертса Марлоу проводит энергичную атаку, и Чарли оказывается в нокдауне, тут же следуют второй и третий нокдауны, и только гонг спасает его от поражения. В перерыве Куинн говорит Чарли: «Ты меня продал, как в своё время Бена». В следующем раунде Чарли перехватывает инициативу, а в перерыве перед последним раундом, Куинн говорит Чарли, что тот может победить только нокаутом, и Чарли решительно отвечает «Я его убью!». В последнем раунде Чарли гоняет Марлоу по рингу, дважды посылает его в нокдаун, а затем прижимает к канатам и добивает его. Под овации зала провозглашается победа Чарли.
Спускаясь с ринга, Чарли проходит мимо Элис, не обращая на неё внимания. На что Куинн замечает, что она вернулась в его лигу. По дороге в раздевалку Робертс предупреждает Чарли, что это не сойдёт ему с рук. Но Чарли отвечает: «Что ты мне сделаешь, убьёшь меня? Все умирают», а затем обнимает подоспевшую Пег. Со словами «в жизни себя лучше не чувствовал» он выходит вместе с Пег из душного зала на улицу.

## В ролях
- Джон Гарфилд — Чарли Дэвис
- Лилли Палмер — Пег Борн
- Хэйзел Брукс — Элис
- Энн Ревир — Анна Дэвис
- Уильям Конрад — Куинн
- Джозеф Певни — Шорти Поласки
- Ллойд Гоф — Робертс
- Канада Ли — Бен Чаплин
- Арт Смит — Дэвид Дэвис

## Создатели фильма и исполнители главных ролей
Как пишет кинокритик Брайан Кэйди, "в своё время Джон Гарфилд не получил главную роль в бродвейской боксёрской драме Клиффорда Одетца «Золотой мальчик» (1937), несмотря на то, что Одетц писал роль именно под него. Вскоре после этого Гарфилд отправился в Голливуд, подписал контракт с «Уорнер бразерс» и вскоре сыграл в музыкальной мелодраме «Четыре дочери» (1938), эта роль принесла ему номинацию на Оскар как лучшему актёру второго плана, а в 1939 году сыграл роль боксёра в нуаровой драме «Они сделали меня преступником» (1939). В 1940-е годы Гарфилд сыграл одну из своих самых известных ролей в фильме нуар «Почтальон всегда звонит дважды» (1946), за которой последовали роли в нуарах «Никто не живёт вечно» (1946), «Сила зла» (1948), «Переломный момент» (1950), «Он бежал всю дорогу» (1951), а также в драме «Джентльменское соглашение» (1947), разоблачающей антисемитизм в американском обществе.
В 1946 году контракт Гарфилда с «Уорнерс бразерс» истёк, и студия предложила ему новый контракт на 15 лет, но он отказался, создав собственную кинокомпанию «Энтерпрайз студиоз». Её первым проектом должна была стать боксёрская драма, основанная на биографии чемпиона в среднем весе и «кумира американских морских пехотинцев» Барни Росса, который стал наркоманом, но затем победил эту зависимость. «Боксёрская тема легко проходила цензуру, однако упоминание о пристрастии к наркотикам в то время было запрещено». Вынужденный переписать историю, сценарист Абрахам Полонски сочинил собственный сюжет, в котором «боец из еврейского гетто Нью-Йорка вступает в связь с гангстерами в погоне за большими деньгами, даже несмотря на то, что это обозначает предательство всех, кого он любит».
Позднее Абрахаму Полонски принесли известность сценарий и постановка социально направленной нуаровой драмы «Сила зла» (1948), он также написал сценарии таких картин, как производственный нуар «Я могу достать это оптом» (1951), антирасистский нуар «Ставки на завтра» (1959) и полицейская драма «Миллионы Мадигана» (1968).
На должность режиссёра фильма Гарфилд выбрал Роберта Россена, также со студии «Уорнер бразерс», который незадолго до того дебютировал как режиссёр с нуаровым триллером «Джонни О’Клок» (1947). Другими наиболее известными работами Роберта Россена как сценариста были фильмы нуар общественно-политической направленности, такие как «Они не забудут» (1937), «Меченая женщина» (1937) и «Ревущие двадцатые» (1939), а как сценариста и режиссёра — политическая драма «Вся королевская рать» (1949) и нуаровая драма «Бильярдист (Мошенник)» (1961)
.
Как отмечает Кэйди, «успех студии Гарфилда „Энтерпрайз“ был недолгим. Провозгласивший себя „пожизненным демократом“, Гарфилд приглашал для работы голливудских либералов, и в результате довольно скоро стал объектом антикоммунистической охоты на ведьм в Голливуде. Гарфилд, Полонски, Россен и актёры фильма Энн Ревир и Канада Ли были вызваны для дачи показаний в Комитет Конгресса по расследованию антиамериканской деятельности. Их имена были внесены в чёрный список, и в итоге их работа в Голливуде была либо прервана на много лет, либо вовсе прекратились». «Россен и Полонски оказались в чёрном списке, а Гарфилд, который осудил коммунизм как тиранию, но отказался называть имена других коммунистов, и его карьера также была разрушена. После создания фильма „Сила зла“ в 1948 году Гарфилду не дали продолжить карьеру и он умер от инфаркта год спустя в возрасте 39 лет, так и не преодолев полосу невезения».
В 1957 году студия «Юнайтед артистс» использовала первоначальный замысел картины Гарфилда о боксёре Барни Россе, создав биопик «Обезьяна на моей спине», режиссёром которого стал Андре Де Тот, а главную роль исполнил Камерон Митчелл.

## Оценка фильма критикой

### Общая оценка фильма
Фильм был высоко оценён критикой, прежде всего, благодаря тому, что создателям картины удалось придать традиционной боксёрской мелодраме ярко выраженный социальный аспект. Положительной оценки заслужила работа многих членов творческого коллектива, включая сценариста Полонски, режиссёра Россена, оператора Джеймса Вонга Хоу и актёра Джона Гарфилда.
Сразу после выхода фильма кинокритик «Нью-Йорк таймс» Босли Кроутер «искренне рекомендовал» картину, назвав её «интересной и увлекательной». Он написал: «После всех этих разнообразных картин о профессиональном боксе, которые прошли парадом по экранам», этот фильм «с успехом продемонстрировал такую энергию и психологизм, которые смогли захватить и увлечь нас на два часа». Журнал «Variety» также заключил, что «у фильма знакомое название и знакомая история, но его содержание и смысл, другие», чем у традиционных фильмов о боксе.
Позднее Дон Кэй назвал картину «захватывающей драмой, которая многими считается самым выдающимся боксёрским фильмом всех времён», а Ричард Гиллиэм выдели такие «выигрышные её стороны, как увлекательный сценарий Абрахама Полонски, напряжённый монтаж Френсиса Д. Лайона и Роберта Пэрриша, и новаторская операторская работа легендарного Джеймса Вонга Хоу». Кэйди выделил такие особенности картины, как «суровый реализм, резкий свет и циничный взгляд на спорт, которые стали стандартом для фильмов о боях после массового успеха „Души и тела“», подчеркнув, что его влияние можно увидеть в каждом из фильмов о боксе, которые вышли после него, включая такую классику как «Чемпион» (1949) и «Разъярённый бык» (1980).
Оценивая картину, Деннис Шварц написал, что она «становится чем-то большим, чем боксёрская и нуаровая история, поскольку сценарист Абрахам Полонски превращает её в социалистическую моральную драму, где в центре внимания оказывается погоня за деньгами, сбивающая с пути стремящегося к успеху обычного человека». Далее он указывает, что «при просмотре в наше время картине не хватает актуальности, и сейчас она кажется захватывающей только благодаря неприукрашенной игре Гарфилда, а не по причине сильного сценария, который когда-то произвёл впечатление на авторитетных критиков».

### Характеристика фильма
Характеризуя фильм, журнал «Variety» написал: «История рассказывает о молодом парне с боксёрскими способностями, который поднимается от любителей… к чемпионству в среднем весе. Но чтобы завоевать титул, он должен продать 50 процентов самого себя крупному дельцу, который по собственной воле создаёт и смещает чемпионов». По мнению журнала, «в этой истории есть серия лазеек, но тем не менее интерес к происходящему снижается редко. „Внутренняя кухня бокса“ показана во многом достоверно, но „азартные игры вокруг бокса“ — это отдельная самостоятельная история, которую эта картина не рассказывает».
Журнал «TimeOut» следующим образом описал картину: «С его убогими улицами и крепкой актёрской игрой, его продажностью на ринге и грубой прямотой, „Тело и душа“ выглядит как образец боксёрского фильма 1940-х годов: история еврейского парня с Ист-Сайда, который добивается успеха на ринге, бросает свою любовь ради красотки из ночного клуба, и в итоге сталкивается с мафией и собственной совестью, когда ему надо симулировать нокаут». Журнал отмечает, что «в сценарии доминирует одно слово — „деньги“, и скоро становится ясно, что это социалистическое моралите на тему капитала и маленького человека — это не удивительно, учитывая, что над фильмом работали Россен, Полонски и Гарфилд, все они были привлечены к слушаниям по антиамериканской деятельности (в итоге Полонски был включён в чёрный список)», резюмируя, что картина причудливым образом представляет «европейские идеи в американском обрамлении, социальную критику под видом нуаровой тревоги».
Деннис Шварц отметил, что «Гарфилд показан как жертва безжалостной капиталистической системы, которая правит всем, включая спортивные мероприятия, поскольку маленький парень всегда существует по милости крупного дельца. Такой тип либерального мышления был типичен для драм, сделанных в 1930-е годы. Этот фильм скорее рассказывает о продажности и о насилии повсюду в Америке, чем о боксе. Хотя на протяжении последующих десятилетий его влияние на боксёрские картины было огромным, так как все его клише и шаблонные сюжетные линии подъёма от захудалых городских улиц до пентхауса часто копировалось в широком спектре фильмов, таких как „Разъярённый бык“ (1980) и „Рокки“ (1976)».

### Работа создателей фильма
Босли Кроутер в «Нью-Йорк таймс» обратил внимание на определённую вторичность сценария Абрахама Полонски, который «очень напоминает боксёрские истории, которые выходили ранее». В частности, "внутренний фон и эмоциональный конфликт его потрёпанного молодого боксёра следует довольно точно построению пьесы Клиффорда Одетса «Золотой мальчик» (1937), а «значительная часть жестокого мира „боксёрского рэкета“, который он показывает, кажется, является отражением основной идеи романа Бадда Шульберга „Тем тяжелее падение“ (1947)»", и, наконец, финал картины напоминает рассказ Эрнеста Хемингуэя «Пятьдесят тысяч» (1927). Однако, как указывает Кроутер, Полонски «написал свою историю с такой остротой и с такой верностью в передаче холодной и алчной природы боксёрских боёв», а «Роберт Россен поставил его с такой честностью в отношении человеческих чувств и с такой проницательной и всевидящей операторской работой, что любое возможное сходство с другими аналогичными историями о боях можно с благодарностью разрешить».
Ричард Гиллиэм высоко оценил режиссёрское мастерство Россена, который умело «связывает воедино все составляющие этого фильма» и «добивается великолепной игры от Джона Гарфилда», отметив, что "Россен продолжит исследовать сходные темы нравственного искупления в спорте и азартных играх с фильмом «Бильярдист» (1961). А «плотное построение кадра оператором картины», по мнению Гиллиэма, «оказало влияние на сходные классические фильмы последующих лет, в особенности, на „Разъярённый бык“ (1980) Мартина Скорцезе».
Многие критики также обратили внимание на изобретательную операторскую работу в фильме. В частности, журнал «Variety» обратил внимание, что «среда бильярдных залов и пивных сильно схвачены для отражения тех жалких условий, в которых берут начало карьеры большинства боксёров, которые приходят на ринг по причине умения владеть кулаками на уличном углу». С другой стороны, Брайан Кэйди отмечает: "Оператора Джеймса Вонга Хоу не устраивало то, что (во время съёмок боксёрских поединков) камера была установлена за пределами ринга. Он вошёл в ринг на роликовых коньках, держа на плече 16-миллимтровую камеру, а его помощник приводил его в движение. Хоу сказал: «Я хотел добиться передачи эффекта падения боксёра на ринг, ослеплённого юпитерами; с тяжелой, установленной на штативе камерой этого сделать нельзя». В этой связи журнал «TV Guide» отметил, что «эпизоды боёв, в особенности, привнесли в жанр ту степень реализма, которой не существовало ранее». Ту же мысль подчёркивает и Дон Кэй, указывая, что «сцены боёв снимались на роликовых коньках с ручной камеры, что добавило реализма и повысило доверие к фильму».

### Характеристика работы актёров
Критики единодушны в высокой оценке игры Джона Гарфилда. Кроутер отмечает «энергичную и сильную игру Гарфилда в качестве попавшего в стальной капкан боксёра, через рассеянное сознание которого накануне его последнего боя пролетает вся его карьера… Подтянутый, аккуратный и полный жизненных сил, мистер Гарфилд действительно играет как новичок, который думает, что весь мир построен просто — пока судьба неумолимо не вмешивается в его жизнь и не срывает покрова тайны с его иллюзий, и в итоге он понимает, что им владеют, его душой и телом». «Variety» также придерживается мнения, что "Гарфилд убедителен в главной роли, а в боксёрских сценах он похож на знаменитого чемпиона-средневеса Эла МакКоя, а «TimeOut» вообще считает, что «уверенная игра Гарфилда спасает фильм от театральности отдельных сцен и фрагментарности сюжета». Кэйди подчёркивает, что «Гарфилд настолько стремился достичь предельной достоверности, что даже пережил небольшой сердечный приступ во время работы над одной из сцен, и потерял сознание, наткнувшись на операторский кран во время съёмок боксёрского боя. Эта вторая травма оставила рану на голове, и чтобы закрыть её, понадобилось наложить шесть швов».
Кроутер был восхищен игрой Лилли Палмер в роли «девушки золотого мальчика». По его мнению, «тепло и искренность мисс Палмер противостоят насилию и алчности этого фильма… Она составляет тандем со степенной матерью с Ист-Сайда в исполнении Энн Ревир, красноречиво контрастируя с охотницей за богатством в исполнении Хэйзел Брукс».
Кроутер также отмечает игру Ллойда Гофа в роли «ловкого дельца, который управляет бизнесом», Уильяма Конрада, персонаж которого «отвратителен в своей никчемности», а также Джозефа Певни в роли «мелкого и хвастливого, но доброго прихлебателя». Но особенно Кроутер выделил игру Канады Ли в роли вызывающего «сострадание жестоко эксплуатируемого профессионального бойца. Его, негра и бывшего чемпиона, подло оттолкнули в сторону, и однажды вечером он приходит в ярость и умирает на опустевшем ринге, показывая с величайшим достоинством и сдержанностью всю меру своего бессловесного презрения к алчности ловкачей, которые поработили его, высосали всю его силу и затем вытолкнули его умирать. Включение его портрета является одним из лучших моментов в этом фильме».